# SN 2003kf
SN 2003kf – supernowa typu Ia odkryta 27 listopada 2003 roku w galaktyce M-02-16-02. W momencie odkrycia miała maksymalną jasność 14,80m.